# Matrimonio igualitario en Guanajuato
El matrimonio entre personas del mismo sexo es legal en Guanajuato desde el 20 de diciembre de 2021. Ese día, la Secretaria General de Gobierno, Libia García Muñoz Ledo, emitió una directiva oficial dirigida a los funcionarios del registro civil estatal que, con vigencia inmediata, permite que las parejas del mismo sexo pueden casarse en el estado. Guanajuato se convirtió en el estado número 23 de México y la jurisdicción número 24 (ya que la Ciudad de México no es un estado) en legalizar el matrimonio entre personas del mismo sexo.

## Historia jurídica

### Antecedentes
El 12 de junio de 2015, la Suprema Corte de Justicia de la Nación dictaminó que las prohibiciones estatales del matrimonio entre personas del mismo sexo son inconstitucionales en todo el país. El fallo del tribunal se considera una "tesis jurisprudencial" y no invalida las leyes estatales, lo que significa que las parejas del mismo sexo a las que se les niega el derecho a casarse aún tendrían que buscar recursos de amparo individuales en los tribunales. El fallo estandarizó los procedimientos para que jueces y tribunales de todo México aprueben todas las solicitudes de matrimonios entre personas del mismo sexo e hizo que la aprobación fuera obligatoria. El tribunal basó su decisión en el artículo 4 de la Constitución Política de México, que respeta la igualdad matrimonial, al señalar que "el hombre y la mujer son iguales ante la ley. La ley protegerá la organización y el desarrollo de la familia".
El 2 de septiembre de 2013, la oficina del registro civil de León denegó a una pareja de lesbianas la licencia de matrimonio. La pareja impugnó la denegación en un tribunal federal. Los abogados que representan al registro civil argumentaron que la ley estatal definía el matrimonio como "la unión de un hombre y una mujer" y como tal la pareja no podía casarse, mientras que los abogados de la pareja argumentaron que la prohibición era inconstitucional según la Constitución de México. El 18 de septiembre de 2013 un juez falló a favor de la pareja y les concedió el derecho a contraer matrimonio. La pareja, que permaneció en el anonimato, se casó el 19 de marzo de 2014, convirtiéndose en la primera pareja del mismo sexo en hacerlo en Guanajuato.
El 4 de marzo de 2014, un diputado local del Partido Revolucionario Institucional (PRI) dijo que ayudaría a un grupo de parejas del mismo sexo de León y Silao a presentar amparos por el derecho al matrimonio entre personas del mismo sexo. Dos semanas después se interpuso un amparo para 30 parejas de León. Ese mismo año se presentó otro amparo en Irapuato para varias parejas más. El 25 de noviembre de 2014, el Primer Juzgado de Distrito falló a favor de una solicitud de matrimonio presentada por una pareja del mismo sexo. El estado no apeló y la pareja se casó en enero de 2015. En abril de 2016, funcionarios del registro civil dijeron que en ese momento nueve parejas del mismo sexo se habían casado en el estado. Un décimo amparo fue otorgado a una pareja del mismo sexo de Salamanca en agosto de 2016. Hasta mayo de 2018, se habían otorgado 43 amparos por el derecho al matrimonio entre personas del mismo sexo en el estado.

### Acción legislativa
El 21 de febrero de 2014 el Partido de la Revolución Democrática (PRD) presentó al Congreso de Guanajuato un proyecto de ley para modificar el Código Civil con el fin de legalizar el matrimonio entre personas del mismo sexo. La medida fue respaldada por el Partido Revolucionario Institucional, pero el 13 de abril de 2015 el Comité de Justicia del Congreso con una mayoría del gobernante Partido Acción Nacional (PAN) del estado votó 3 contra 2 para archivar el proyecto de ley citando la objeción del PAN a las uniones entre personas del mismo sexo.
El 29 de abril de 2016, el Concejo Municipal de la Ciudad de Guanajuato votó por unanimidad aprobar una resolución que permitía casarse a una pareja de lesbianas en el municipio. El consejo también instó al gobernador Miguel Márquez Márquez a introducir legislación para legalizar el matrimonio entre personas del mismo sexo. En octubre de 2018, el diputado del PRD Isidoro Bazaldúa Lugo presentó al Congreso un proyecto de ley sobre matrimonio entre personas del mismo sexo. Tras las elecciones legislativas de 2021 se presentó otro proyecto de ley para legalizar el matrimonio entre personas del mismo sexo. Ambas medidas se estancaron y no fueron votadas.
El 27 de octubre de 2022, el diputado David Martínez Mendizábal, del partido Movimiento de Regeneración Nacional (Morena), presentó un proyecto de ley para codificar el matrimonio entre personas del mismo sexo en el Código Civil. Martínez Mendizábal dijo que presentó el proyecto de ley porque "el marco legal de nuestro [estado] sigue siendo discriminatorio, porque aún no reconoce el derecho a la identidad de género, el matrimonio igualitario, no prohíbe las terapias de conversión, entre otros".

### Directiva 2261/2021
El 20 de diciembre de 2021, citando jurisprudencia establecida por la Suprema Corte de Justicia de México, la Secretaria General de Gobierno, Libia Dennise García Muñoz, emitió una directiva oficial, la "Directiva 2261/2021", dirigida a todos los funcionarios del registro civil en Guanajuato que, con efecto inmediato, permitía que las personas del mismo sexo las parejas pueden contraer matrimonio en el estado sin necesidad de obtener previamente un amparo judicial. La directiva establece:

A partir de esta fecha y en adelante se reconoce el derecho de todas las personas, sin discriminación por su preferencia sexual, a contraer matrimonio en nuestras oficinas del Registro Civil.

El activista Juan Pablo Delgado, miembro fundador del grupo LGBT León Libre, saludó la medida y dijo: "Hoy Guanajuato se suma a la lista de estados que permiten el matrimonio igualitario. Si bien continúa la necesidad de reformar las leyes locales, se da un gran paso en la construcción de una sociedad que ofrezca igualdad de condiciones para todas las personas. Viva la diversidad". La reputación de Guanajuato como uno de los estados más conservadores de México también fue motivo de una amplia cobertura mediática que siguió al anuncio de García Muñoz. El primer matrimonio entre personas del mismo sexo realizado bajo la nueva directiva tuvo lugar el 10 de enero de 2022 en Irapuato.
El 26 de enero de 2022, el gobernador Diego Sinhue Rodríguez Vallejo emitió un decreto ejecutivo derogando el artículo 72 del reglamento del registro civil, que había establecido como requisito para contraer matrimonio que los cónyuges sean de sexos opuestos. El decreto entró en vigor ese mismo día.

## Estadísticas
La siguiente tabla muestra el número de matrimonios entre personas del mismo sexo realizados en Guanajuato desde 2021 según lo reportado por el Instituto Nacional de Estadística y Geografía.
| Año  | Mismo sexo | Mismo sexo | Mismo sexo | Distinto sexo | Total  | % mismo sexo |
| Año  | Femenino   | Masculino  | Total      | Distinto sexo | Total  | % mismo sexo |
| ---- | ---------- | ---------- | ---------- | ------------- | ------ | ------------ |
| 2021 | 16         | 12         | 28         | 28 408        | 28 436 | 0.01%        |

En noviembre de 2022 el registro civil informó que se habían realizado más de 200 matrimonios entre personas del mismo sexo en Guanajuato desde la legalización, la mayoría en León (54), Irapuato (36) y la ciudad de Guanajuato (20). El 69% de estos matrimonios fueron entre dos mujeres. En total, se había celebrado al menos un matrimonio entre personas del mismo sexo en 30 de los 46 municipios del estado.

## Opinión pública
Según una encuesta de 2018 del Instituto Nacional de Estadística y Geografía, el 39% de la población guanajuatense se oponía al matrimonio entre personas del mismo sexo.